# Sobarocephala guianica
Sobarocephala guianica är en tvåvingeart som beskrevs av Charles Howard Curran 1934. Sobarocephala guianica ingår i släktet Sobarocephala och familjen träflugor.
Artens utbredningsområde är Guyana. Inga underarter finns listade i Catalogue of Life.